# 오유진의 예감좋은날
오유진의 예감좋은날은 G1 Fresh-FM(원주 103.1 춘천 105.1 강릉 106.1 태백 99.3 평창 88.3MHz)에서 2006년 10월 9일부터 2017년 10월 30일까지 매일 아침 9시부터 11시까지 방송했던 G1 강원민방 오유진 기상캐스터가 진행했던 라디오 프로그램이다.

## 진행
- 오유진 기상캐스터 (여)

## 역대 진행
- 박성화 아나운서 (여)
- 박종재 아나운서 (여)
- 이선미 DJ (여)

## 코너소개
오유진의 예감좋은날은 매일, 요일별로 다양한 코너로 구성되어 있다.

### [매일]
- 포인트 & 포인트 : 뉴스, 생활, 날씨에 이르기까지, 오늘의 핵심을 콕 짚어 드립니다. 단어를 통해 알아보는 <포인트 & 포인트>
- 밑줄을 긋다 : 책과 음악, 드라마와 영화 속 한 문장에 밑줄 그으며 나의 삶에도 밑줄을 그었던 그 조각들을 다시 모아봅니다.
- 퀴즈쇼 Hit it! : 퀴즈도 풀고, 선물도 받고! 달인의 전통을 이어받은 퀴즈쇼가 펼쳐집니다.

### [월요일]
- 사연과 신청곡 : 사연을 소개하고 신청곡을 들어봅니다.
- 초성퀴즈 : 단어 구사력 업! 시켜주는 시간, 초성만으로 다양한 단어를 만들어주세요!

### [화요일]
- 노친소 : 노래하는 친구를 소개합니다. 강원도 내 숨겨진 실력파 뮤지션을 만나봅니다.
- 1,2,3,4 : 행운의 숫자 하나를 선정한 뒤, 그 숫자에 해당되는 청취자들을 추첨해 선물을 쏴 드립니다.

### [수요일]
- 예감능력시험 : 애청자 인증 퀴즈! 2명의 도전자를 전화 연결 해 예감과 관련된 다양한 퀴즈를 풀어봅니다.
- 굳이 해야하는 선택 A or B : 굳이 해야 할 필요는 없지만 그래도 한번쯤 고민해보게 되는 다양한 선택 주제들을 만나봅니다.

### [목요일]
- 건강 톡톡 : 계절에 따른 다양한 질병과 청취자들의 건강 상담을 통해 다양한 건강 상식 쌓아봅니다. (G. 봄내 한의원 장혜정 원장)
- 연상퀴즈 : 몇 가지 키워드를 통해 그에 해당하는 하나의 핵심단어를 맞춰주세요.

### [금요일]
- 김진현의 평창이 달린다 : 2018 평창 동계올림픽 관련 소식과 상식을 퀴즈와 함께 재미있게 전해드립니다.
- 우리말 받아쓰기 : 헛갈리는 맞춤법, 혹은 띄어쓰기 문제를 풀어보면서 우리말 실력을 향상시켜봅니다.

### [토요일]
- 사연의 재구성 : 한 주간 들어온 문자 사연 중 재미있고 감동적인 사연을 골라 다시 한 번 소개해드립니다.
- 플레이 리스트 : 국내 음악차트 인기곡을 들어봅니다.

### [일요일]
- 트로트가 좋아 : 편안한 주말 트로트 감상 시간
- 책 읽어주는 여자 : 책속의 좋은 구절을 소개합니다.

## 같이 보기
- G1방송
- G1 Fresh-FM
- SBS 파워FM
- 아름다운 이 아침

| G1 Fresh-FM                          |                                          |                                                |
| 이전                                 | 오유진의 예감좋은날 (매일 09:00 ~ 11:00) | 다음                                           |
| 김영철의 파워FM (매일 07:00 ~ 09:00) | 오유진의 예감좋은날 (매일 09:00 ~ 11:00) | 당신의 11시, 박선영입니다 (매일 11:00 ~ 12:00) |
|                                      |                                          |                                                |
| 전국방송                             | 강원도 지역 방송                         | 강원도 지역 방송                               |